# Seoul Tower
La torre di Seul o YTN Seoul Tower o  Namsan Tower o N Seoul Tower è una torre sita a Seul in Corea del Sud. Alta 236 m e posta a 245 m sul s.l.m., venne completata nel 1971.
È stata aperta al pubblico nel 1980 ed insieme al parco Namsan è stata visitata, nel 2009, da 8.4 milioni di persone. È considerata il simbolo di Seul diventando, nel 2012, la prima attrazione turistica della città.